# 400
| [ Edytuj tabelę ] |                              |
| Cesarz Bizancjum  | - 395 Arkadiusz 408          |
| Władca Guptów     | - 375 Ćandragupta II 414     |
| Chan Hunów        | - 390 Uldin 411              |
| Władca Korei      | - 391 Kwanggaet’o Wielki 413 |
| Papież            | - 399 Anastazy I 401         |
| Król Persji       | - 399 Jezdegerd I 420        |
| Cesarz Rzymu      | - 395 Flawiusz Honoriusz 423 |
| Król Wandalów     | - 359 Godigisel 406          |
| Król Wizygotów    | - 395 Alaryk 410             |

Rok 400 / CD
stulecia: III wiek ~
IV wiek ~
V wiek

lata: 390 «
395 «
396 «
397 «
398 «
399 «
400
» 401
» 402
» 403
» 404
» 405
» 410

## Wydarzenia
- Ludność świata – między 190 a 206 mln[1].

Europa
- 9 stycznia – Arkadiusz, cesarz wschodniorzymski, nadał swojej żonie Eudoksji tytuł augusty.
- Rewolta Gainasa została stłumiona przez Rzymian z pomocą Hunów Uldina.
- Został spisany manuskrypt Vergilius Vaticanus.

Azja
- Późniejsze Yan zaatakowało Koguryŏ, inwazja została odparta.
- Silla poprosiło Koguryŏ o wsparcie w konflikcie z Wa.

## Urodzili się
- Flawiusz Ardaburiusz Aspar, wschodniorzymski dowódca pochodzenia alańskiego (zm. 471).
- Hydacjusz, biskup i kronikarz (zm. ≈469).
- Saloniusz z Genewy, biskup (zm. 450).
- Salwian z Marsylii, chrześcijański pisarz.

## Zmarli
- Ammianus Marcellinus, rzymski historyk (ur. 330). (data niepewna)